# Bulbothrix cinerea
Bulbothrix cinerea är en lavart som beskrevs av Marcelli & Kalb. Bulbothrix cinerea ingår i släktet Bulbothrix och familjen Parmeliaceae.   Inga underarter finns listade i Catalogue of Life.